# Jutsu pečaćenja: Iluzijski pečat devet zmajeva (Naruto epizoda)
Jutsu pečaćenja: Iluzijski pečat devet zmajeva je epizoda animea Naruto Shippuden. Ovo je 10. epizoda 1. sezone.

## Radnja
Deidara i Sasori stižu u tajno skrovište Akatsukija, skrivenog iza stijene zapečaćene raznim ceduljama. Ondje ih dočeka hologram Vođa Akatsukija, koja izvede jutsu nakon kojeg se divovski kip (poprsje i dvije ispružene ruke) počeo dizati iz tla. Vođa Akatsukija zatim pozove preostalih pozove preostalih šest članova Akatsukija, koji se također pojave u obliku holograma. Svaki je član stao na jedan od prstiju ruke kipa, a Gaaru su smjestili u sredinu. Vođa Akatsukija zatim je izveo Jutsu pečaćenja: Iluzijski pečat devet zmajeva. Ritual tog jutsua, koji bi trebao trajati tri dana i izvući Jednorepog iz Gaare, počeo je.
U Sunagakuri se Kankurovo stanje pogoršava. Čak je Chiyo došla pomoći mu u nadi da će otkriti više o svom unuku, no ni njezino znanje kao iskusni Medic-nin nije se moglo suprotstaviti Sasorijevom novom i nepoznatom otrovu. U međuvremenu, Tim Kakshi polako napreduje s napetim Narutom i dospijeva do ruba šume, tj. do pustinje. Nažalost, ondje ih zahvaća pješčana oluja kojoj se nije moguće oduprijeti, pa su bili prisiljeni skloniti se na sigurno.
U Konohi se Tsunadi, u mislima na misiju Tima Kakashi u Sunagakureu, pojavi pukotina na šalici. Kao dokaz da je to uistinu loš znak, ona provjeri je li pobijedila na nagradnoj igri u kojoj je sudjelovala (ona vjeruje da, ako pobijedi, onda je to loš predosjećaj). Dobila je prvu nagradu. Brzo je pozvala Tim Guy te ga predodredila kao pojačanje Timu Kakashi.
Na ulazu u Sunagakure, dva stražara razgovaraju o Kankurovu teškom stanju i njegovu preostalu vremenu. U trenutku kada su razgovarali o Timu Kakshi i njegovom vjerojatno prekasnom dolasku zbog tek minule oluje, oni ih u daljini ugledaju kako zajedno s Temari trče prema njima. Stražari ih smjesta odvode do Sunagakurine bolnice, gdje Kankuro leži. Chiyo, ugledavši Kakashija kako ulazi u Kankurovu sobu, na zaprepaštenje svih nazočnih nasrće na njeg nazivajući ga Bijelim Očnjakom Konohe.